# Уитиър (Аляска)
Уитиър (на английски: Whittier) е град в щат Аляска, САЩ. Намира се в границите на преброителен участък Чугач, едно от двете образувания, създадени през 2019 г. при разделянето на преброителния участък Валдиз – Кордова. Разположен е в североизточната част на полуостров Кенай, на брега на пролива Принц Уилям, на 93 km на югоизток от Анкоридж. Площта на града е 51,0 km², от които 32,4 km² са суша и 18,6 km² – открити водни пространства.
Почти всички жители на града живеят в 14-етажната бивша армейска казарма, построена през 1956 г. Зданието се нарича Кулата Бегич (Begich Towers, по името на Ник Бегич) и в него, освен жилищата, има полицейски участък, болница, църква и пералня.
Уитиър е пристанище от фериботната система Alaska Marine Highway („Морският път на Аляска“).

## История
По време на Втората световна война армията на САЩ построява военния лагер Съливан (Camp Sullivan), включващ пристанище и железопътна гара, до ледника край Уитиър. Отрязъкът от жп линията до лагера Съливан е завършен през 1943 г., и портът става място за изпращане на американските войници до Аляска.
След Втората световна война са построени две сгради, които доминират над града. 14-етажната сграда Hodge (преименувана по-късно на „Кулата Бегич“) е завършена през 1957 г. и съдържа 150 апартамента с по две и три спални, както и ергенски квартири. В сградата са настанени зависими семейства и държавни служители. Училището на Уитиър се свързва със сградата чрез тунел в основата на западната кула, така че учениците да могат безопасно да отиват на училище при лошо време. Зданието е наречено в чест на полковник Уолтър Уилям Ходж, който е инженер-строител и командир на 93-ти инженерен полк, строил магистралата „Аляска“ (Alaska Highway). През 1973/74 г. трикорпусната сграда е ремонтирана и преименувана на Begich Towers в чест на конгресмена Ник Бегич, изчезнал безследно от 1972 г.
Другото главно здание в града, Buckner Building, е завършено през 1953 г. и се наричало „Град под един покрив“. Тази сграда по-късно е изоставена. Кулите Бакнер и Бегич на времето си са най-големите здания в Аляска.
През 1964 г. градът силно е засегнат от цунамито, предизвикано от Голямото Аляскинско земетресение. По време на цунамито загиват 13 души; височината на вълните достигал 13 м.

## Транспорт и туризъм
Пристанището е част от Alaska Marine Highway. Има фериботни услуги до Валдес, Джуно, Якутат, Кетчикан, Белингам. Сезонно се предлага също и денонощна фериботна услуга до и от Белингам, в зависимост от търсенето.
Днес Уитиър е популярно пристанище за спиране на круизни кораби поради своите железопътни и шосейни връзки с Анкоридж и вътрешността. Оттук тръгва Denali Express, услуга без прекъсване до Национален парк Денали, управлявана от Princess Cruises.
Мемориалният тунел на името на Антон Андерсън през планината Мейнард свързва Уитиър с магистралата Сюард, водеща до Анкоридж. Самият тунел е част от магистралата „Portage Glacier“ и със своите 4050 m е вторият по дължина магистрален тунел и най-дългият комбиниран железопътен и автомобилен тунел в Северна Америка. През 1943 г. тунелът първоначално е използван само за влакове. В средата на 60-те години на миналия век между Whittier и Portage е създадена совалка автомобил-влак. Увеличаването на трафика налага добавянето на шосеен път към железопътния тунел. Разширеният тунел е открит през юни 2000 г.
Уитиър разполага с летище (Whittier Airport PAWR) с черна писта с дължина приблизително 450 m и док за хидроплани.
Различни частни оператори предлагат обиколки за разглеждане на ледници и острови, както и обиколки за риболов и лов. Могат да се наемат различни видове лодки и каяци.